# Otacon
Dr. Hal Emmerich, conocido como Otacon, es un personaje de la saga de videojuegos Metal Gear, es el mejor amigo de Solid Snake, desde que lo conoció en Shadow Moses.
Es un diseñador de armas además de ser un experto en computadores. Su alias es una variante de Otaku y como él mismo se definía en el primer juego donde aparece, un amante de la japanimación y de las Convenciones de ahí el apodo de Otacon; debido a que Otacon asiste anualmente a las convenciones de anime (Como referencia, existe una convención real anual del mismo nombre). Su sueño era construir robots bípedos como los que veía en el anime, cosa que logra esperando lograr finalmente la paz. Lo que no pensaba era que sus actos lo meterían en el historial oscuro de su familia la que falleció a causa de que solidus snake no la alcanzó a salvar en una misión 
En la serie Metal Gear cumple la función de "ayudante a distancia" de Solid Snake ayudándole vía codec.
Su primera aparición fue en el Metal Gear Solid como diseñador del Metal Gear REX mientras era mantenido encerrado en la isla de Shadow Moses, luego sería liberado por Solid Snake y posteriormente se une a FOXHOUND. Además es el inventor del "camuflaje óptico" (de invisibilidad) que usa y de la que le da un prototipo a Solid Snake al final de Metal Gear Solid, sólo en el caso de que no soportase el interrogatorio de tortura al que le sometía Revolver Ocelot.
En el Metal Gear Solid 2 Otacon forma parte junto a Solid Snake del grupo Philanthropy, ayudándole a infiltrarse en el carguero en donde trasportan al Metal Gear Ray. En este mismo título ayuda a Solid Snake y a Raiden, dos años después del desastre del carguero, a infiltrarse en las instalaciones de purificación de agua Big Shell, construido para eliminar el chapapote, donde secretamente estaba trabajando su hermanastra Emma Emmerich en el Arsenal Gear.
En Metal Gear Solid 4: Guns of the Patriots nuevamente ayuda a un envejecido Solid Snake por medio de un pequeño Metal Gear MK II, y posteriormente por un Metal Gear MK III.

## Historia
Hal es hijo de Huey Emmerich y la Doctora Strangelove. Tras haber abandonado su hogar debido a conflictos familiares, Hal aprovechó su educación autodidacta por medio de Internet para luego de unos años en el Instituto Tecnológico de Massachusetts (MIT por sus siglas en inglés) comenzar sus estudios. Allí realizó su doctorado cuando aún era muy joven y luego hizo su postgrado en la Universidad de Princeton.
El FBI lo reclutó durante su época de estudiante, y lo asignó a ERF (Instalación de Investigación de Ingeniería). Tras ser descubierto mientras espiaba y pirateaba la base de datos central, fue expulsado del FBI y pasó a trabajar para el consorcio fabricante de armas, ArmsTech. En ArmsTech, Emmerich desarrolló una serie de nuevas tecnologías, entre las que se incluye el camuflaje de infiltración, Stealth Camo (camuflaje óptico) que fue adoptado oficialmente por el Ejército de los Estados Unidos. Después, concentró toda su energía en el Proyecto Metal Gear. Su pasión por los animes del género mecha hicieron que soñara con desarrollar un robot bípedo en el mundo real y proyectó ese sueño con Metal Gear. Financiado por DARPA, el Metal Gear fue desarrollado como un proyecto de máximo secreto, de manera que Emmerich creía que el Metal Gear REX era un proyecto de TMD móvil (defensa antimisiles).
Durante generaciones, la familia de Emmerich estuvo unida a una trágica historia relacionada con la guerra nuclear. Su abuelo formó parte del Proyecto Manhattan, que desarrolló la primera bomba atómica. En los años 60, su padre Huey recibió de Granin, un científico ruso, los planos del Metal Gear, un tanque bípedo con capacidad nuclear.
Su padre nació irónicamente el 6 de agosto de 1945, el día que se lanzó la bomba atómica sobre Hiroshima. Tras criar a Hal, Huey se volvió a casar y acogió en su casa a Emma Emmerich, hija de su nueva mujer. Incapaz de soportar la idea de que su hijo tuviera una aventura con su esposa, planeó suicidarse en la piscina de su casa y ahogar a la niña con él. Aunque Emma sobrevivió, Huey consiguió suicidarse.

## Durante la rebelión de Fox Hound
Hal hace su primera aparición en la historia de Metal Gear en el año 2005, cuando un ninja cibernético (que más tarde se revelaría que era Gray Fox en un exoesqueleto blindado) irrumpe en las instalaciones de Shadow Moses matando a cuanto soldado genoma se cruzara en su camino. Cuando Hal se encuentra con el misterioso ninja, trata de huir pero queda paralizado por el miedo. En ese momento Solid Snake entra en escena salvando a Hal de las garras del ninja misterioso. Hal por su parte se esconde dentro de un locker pero sufre una luxación del tobillo en la huida. Cuando Snake logra alejar al ninja misterioso por el momento, éste le explica a Hal que Metal Gear Rex estaba equipado con cabezas nucleares. Para Emmerich cuyo sueño era construir un robot como los que él veía en el anime en beneficio de la paz, las noticias fueron tan impactantes que decidió ayudar a Snake en su misión para destruir al tanque bípedo que había ayudado a construir. Mientras estuvo en Shadow Moses, Otacon contrajo un romance con la francotiradora del equipo, Sniper Wolf.
Wolf, una mujer que encontraba el consuelo a su tremenda soledad en los perros-lobo de las instalaciones, decidió enfrentarse a Solid Snake a pesar de las suplicas de Emmerich y acabó muriendo en un duelo de francotiradores. Tras perder su sueño y a su amada, Emmerich decidió abandonar Shadow Moses.

## El incidente Big Shell
Poco tiempo después del incidente en Shadow Moses, Snake y Otacon crean la ONG Philanthrophy con el objeto de destruir todas las copias de Metal Gear dispersas por el mundo las cuales fueron creadas a partir de los datos de Metal Gear Rex que Ocelot robara a Snake dos años antes. En el año 2007, Otacon por medio de un mensaje de correo electrónico enviado por un tal E.E. se entera de que en el río Hudson está siendo transportado un nuevo modelo de Metal Gear creado por los Marines cuyo nombre código es Metal Gear Ray el cual estaba escondido dentro de un buque cisterna. El plan consistía en que Snake se infiltrara dentro del barco para tomar fotografías que probarían la existencia de Ray las cuales Otacon subiría a la red para confirmar dicho acontecimiento. El plan aparentemente tiene éxito, pero entonces es en ese instante que se produce la traición de Ocelot a Gurlukovich y sus hombres, matándolos a todos así como a los Marines que se encontraban en el barco haciéndolo volar en pedazos con Semtex robando en el proceso a Metal Gear Ray y justo en ese momento es cuando Liquid Snake por medio de su brazo amputado, toma control de la mente de Ocelot. Aunque Emmerich consiguió rescatar a Snake del barco, Philanthropy y Solid Snake fueron acusados de su hundimiento. Culpado del hundimiento del buque, Philanthropy tuvo que pasar a la clandestinidad. En el año 2009, Snake se infiltró, con la ayuda de Emmerich, en Big Shell con el seudónimo de “Iroquois Pliskin”. Allí, Emmerich se volvió a encontrar con su hermanastra pequeña Emma.
Emma alberga un gran resentimiento hacia su hermanastro. Mientras Emma, que para ese entonces solo tenía 6 años, y el padre de Hal se estaban ahogando en la piscina, Hal no los salvó. Eso es algo que nunca podrá perdonarle. Pero la intensidad de su odio revelaba al mismo tiempo la profundidad de su amor por Hal. Cuando Emma fue apuñalada por Vamp y estaba a punto de morir, confesó sus verdaderos sentimientos hacia su hermano. Pero esos sentimientos no eran recíprocos, ya que en el momento del incidente de la piscina, Hal tenía una aventura con su madre. Hal se sintió muy culpable, tanto por sucumbir a la tentación como por la muerte de su hermana.